# Sei Rengas Permata
Sei Rengas Permata is een bestuurslaag in het regentschap Medan van de provincie Noord-Sumatra, Indonesië. Sei Rengas Permata telt 3563 inwoners (volkstelling 2010).